# Incident na otoku Perejil
Incident na otoku Perejil (špa. Incidente de la Isla de Perejil; ar. أزمة جزيرة تورة ) bio je oružani sukob bez žrtava između Španjolske i Maroka koji se odvijao od 11. do 18. srpnja 2002. godine. Incident se dogodio na malom, nenaseljenom otoku Perejil, kojeg je okupirao odred Kraljevske marokanske mornarice. Nakon razmjene izjava između dviju zemalja, španjolske su trupe na kraju istjerale marokansko pješaštvo koje je bilo zamijenilo svoje mornaričke kolege.

## Pozadina
Otok Perejil (špa. Isla de Perejil, ar. تورة) je sporni mali stjenoviti otok veličine 15 nogometnih igrališta,[m2?] udaljen 250 metara od Marokanske obale i 8 km od španjolskog grada Ceute, koji graniči s Marokom, te 13.5 km od kopnene Španjolske. Sam otok je nenaseljen, a rijetko ga posjećuju marokanski pastiri.

## Marokansko zauzimanje otoka
Tenzije su porasle 11. srpnja 2002., kada je Maroko okupirao otok. Dvanaest vojnika Kraljevske marokanske žandarmerije iskrcalo se na otok, opremljeni lakim naoružanjem, radiom i nekoliko šatora. Vojnici su podigli zastavu Maroka i postavili logor. Patrolni brod španjolske civilne garde, zadužen za službu obalne straže u Španjolskoj, približio se otoku iz Ceute tijekom svoje rutinske provjere, pri čemu je posada uočila marokansku zastavu na otoku. Policajci su se iskrcali kako bi istražili problem. Kad su se iskrcali na otok, suočili su se s marokanskim vojnicima koji su ih nakon žestoke svađe natjerali da se vrate u čamac uz prijetnju oružjem.
Maroko je tvrdio da je okupacija izvršena kako bi se pratila ilegalna imigracija, te borila protiv dilera droge i krijumčara koji koriste otok kao logističku platformu. Nakon sto je španjolska vlada prosvjedala i pozvala na povratak statusa quo, vojnici su opozvani, ali ih je zamijenilo šest marokanskih marinaca, koji su postavili stalnu bazu na otoku, što je izazvalo daljnje prosvjede Španjolske. Marokanski patrolni čamac također je raspoređen na to područje, a viđen je kako izvodi manevre u blizini otočja Chafarinas. Španjolska je reagirala raspoređivanjem fregate, tri korvete i podmornice u Ceutu i Melillu, te tri patrolna broda u blizini otoka Perejil, stacionirajući ih oko milju od otoka. Pojačanja su također poslana izoliranim španjolskim predstražama u tom području.
Španjolski premijer José María Aznar upozorio je Maroko da Španjolska neće prihvatiti politiku svršenog čina.

## Operacija Romeo-Sierra
Ujutro 18. srpnja 2002. Španjolska je pokrenula operaciju Romeo-Sierra za uklanjanje marokanskih vojnika. Operaciju je izvela španjolska jedinica specijalnih snaga Grupo de Operaciones Especiales. Četiri helikoptera Eurocopter Cougar koji su poletjeli iz Facinasa iskrcali su 28 španjolskih komandosa na otok. Cijelu operaciju koordinirala je španjolska mornarica s amfibijskog broda Castilla, na stanici u Gibraltarskim vratima. Španjolske zračne snage rasporedile su lovce F-18 i Mirage F-1 kako bi pružile zračnu zaštitu u slučaju da Kraljevske marokanske zračne snage pokušaju intervenirati. Španjolski patrolni brodovi Izaro i Laya došli su uz marokansku topovnjaču El Lahiq, koja je bila usidrena uz otok, kako bi je spriječili da ometa operaciju. Španjolske snage smatrale su 20 mm top broda značajnom prijetnjom. Posada broda pripremila je svoje oružje i upotrijebila reflektor kako bi zaslijepila španjolske pilote, ali na drugi način nisu ometali slijetanje.
Španjolske snage imale su zapovijed da pokušaju postići svoj cilj bez žrtava, a njihova pravila djelovanja dopuštala su im upotrebu smrtonosne sile samo ako Marokanci zapucaju na njih. Marokanski marinci prisutni na otoku nisu pružili otpor i brzo su se predali. Jedan od njih se sklonio iza stijene i uperio pušku u Španjolce, ali se na kraju ipak odlučio mirno predati. U roku od nekoliko minuta, svih šest marokanskih vojnika je zarobljeno, a otok je osiguran. Zatvorenici su helikopterom prevezeni u sjedište Civilne garde u Ceuti, odakle su prevezeni do marokanske granice. Tijekom istog dana španjolske komandose na otoku zamijenili su vojnici Španjolske legije.

## Posljedice
Postrojbe španjolske legije na otoku ostale su ondje nakon završetka operacije. Sjedinjene Države su posredovale u situaciji, koja se na kraju vratila na status quo ante bellum. Sve španjolske trupe su povučene, a otok ostaje neokupiran, ali obje strane i dalje polažu pravo na njega. BBC News je intervjuirao španjolske građane diljem Madrida nakon sukoba i većina ljudi podržala je intervenciju. Oporbeni političar Gaspar Llamazares iz Ujedinjene ljevice rekao je da Španjolska ne bi trebala pasti u "zamku provokacije", kako ne bi uništila svoj imidž u Sjevernoj Africi.

## Vanjske poveznice
- Linnee, Susan. 22. srpnja 2002. Spain and Morocco agree to differ over Perejil. independent.co.uk. Pristupljeno 24. listopada 2017.
- BBC NEWS | World | Europe | Small island, big problem. bbc.co.uk. 18. srpnja 2002. Pristupljeno 2. prosinca 2014.